# Милош, Жилберто
Жилберто Милош (порт. Gilberto Milos; 30 октября 1963, Сан-Паулу) — бразильский шахматист; гроссмейстер (1988).

## Шахматная карьера
Многократный чемпион Бразилии (1984—1986, 1989, 1994—1995).
Участник ряда крупных международных соревнований среди юношей; лучшие результаты: чемпионат мира среди кадетов (1979) — 4-е; чемпионат мира среди юношей (1982) — 3-7-е места. Участник соревнований на первенство мира: зональные турниры ФИДЕ — Корриентес (1985) — 3-4-е; Сантьяго (1987) — 1-е; межзональный турнир — Сирак (1987) — 13-14-е места. Лучшие результаты в других международных соревнованиях: Куритиба (1983) — 1-3-е; Грисбах (1984) — 2-е; Асунсьон (1984) — 3-е; Медина-дель-Кампо и Баямо (1986) — 2-3-е; Буэнос-Айрес (1988) — 1-2-е места.

## Изменения рейтинга
| Графики недоступны из-за технических проблем. См. информацию на Фабрикаторе и на mediawiki.org. |